# Kuwait nos Jogos Olímpicos de Verão de 1980
O Kuwait participou dos Jogos Olímpicos de Verão de 1980 em Moscou, União Soviética.

## Resultados por Evento

### Atletismo
100m masculino
- Abdul Majeed Al-Mosawi
  - Eliminatória — 11.28 (→ não avançou)

200m masculino
- Abdul Majeed Al-Mosawi
  - Eliminatória — não começou (→ não avançou)

800m masculino
- Khaled Hussain Mahmoud
  - Eliminatória — 1:54.6 (→ não avançou)

1.500m masculino
- Khaled Khalifa Al-Shammari
  - Eliminatória — 3:57.6 (→ não avançou)

400m com barreiras masculino
- Abdultif Hashem
  - Eliminatória — 53.31 (→ não avançou)

Lançamento de disco masculino
- Najem Najem
  - Classificatória — 39.26 m (→ não avançou, 17º lugar)

Lançamento de martelo masculino
- Khaled Murad Ghaloum
  - Classificatória — 47.40 m (→ não avançou, 17º lugar)

Arremesso de peso masculino
- Mohammad Al-Zinkawi
  - Classificatória — 17.15 m (→ não avançou, 14º lugar)

Salto em distância masculino
- Essa Hashem
  - Classificatória — sem marca (→ sem classificação)

### Futebol

#### Competição Masculina
- Fase Preliminar (Grupo B)
  - Derrotou Nigéria (3-1)
  - Empatou com Colômbia (1-1)
  - Empatou com Tchecoslováquia (0-0)
- Quartas-de-final
  - Perdeu para União Soviética (1-2) → Eliminado
- Elenco
  - Ahmad al-Trabulsi
  - Mahboub Mubarak
  - Jamal al-Qabendi
  - Waleed al-Mubarak
  - Saed al-Houti
  - Fathi Marzouq
  - Abdulla al-Biloushi
  - Jasem Sultan
  - Mu'ayed al-Haddad
  - Hamad Bouhamad
  - Yousef al-Suwayed
  - Ahmad Hasan
  - Humoud al-Shemmari
  - Sami al-Hashash
  - Faisal al-Daakhjl
  - Abdulnabi al-Khaldi

### Handebol

#### Competição Masculina
- Fase Preliminar (Grupo B)
  - Perdeu para Romênia (12-32)
  - Perdeu para União Soviética (11-38)
  - Perdeu para Suíça (14-32)
  - Perdeu para Iugoslávia (10-44)
  - Perdeu para Argélia (17-30)
- Classification Match
  - 11º/12º lugar: Perdeu para Cuba (23-32) → 12º lugar
- Team Roster
  - Faraj al-Mutairi
  - Khalid Shahzadah
  - Saleh Najem
  - Fawzi al-Shuwairbat
  - Jasem al-Deyab
  - Ismaeel Shahzadah
  - Jasem al-Qassar
  - Majid al-Khamis
  - Abdelaziz al-Anjari
  - Mond al-Qassar
  - Musa'ed al-Randi
  - Khamis Bashir
  - Abdullah al-Qena'i
  - Ahmad al-Emran

### Natação
100m livre masculino
- Adham Hemdan
  - Eliminatórias — 53,00 (→ não avançou)

200m livre masculino
- Adham Hemdan
  - Eliminatórias — 2.07,51 (→ não avançou)

### Saltos ornamentais
Plataforma masculina
- Abdullah Mayouf
  - Fase Preliminar — 326.34 points (→ 23º lugar, não avançou)